# Osán
Pour les articles homonymes, voir Osan.
Osán est un village de la province de Huesca, situé à environ trois kilomètres au sud-est de la ville de Sabiñánigo, sur la rive droite du Gállego, dans le Vallibasa. Il comptait 14 foyers et 87 habitants au milieu du XIXe siècle, contre 19 aujourd'hui (INE, 2014). L'église du village a été construite au XVe siècle et remaniée depuis.